# Melissotarsus beccarii
Melissotarsus beccarii är en myrart som beskrevs av Carlo Emery 1877. Melissotarsus beccarii ingår i släktet Melissotarsus och familjen myror. Inga underarter finns listade i Catalogue of Life.

## Bildgalleri

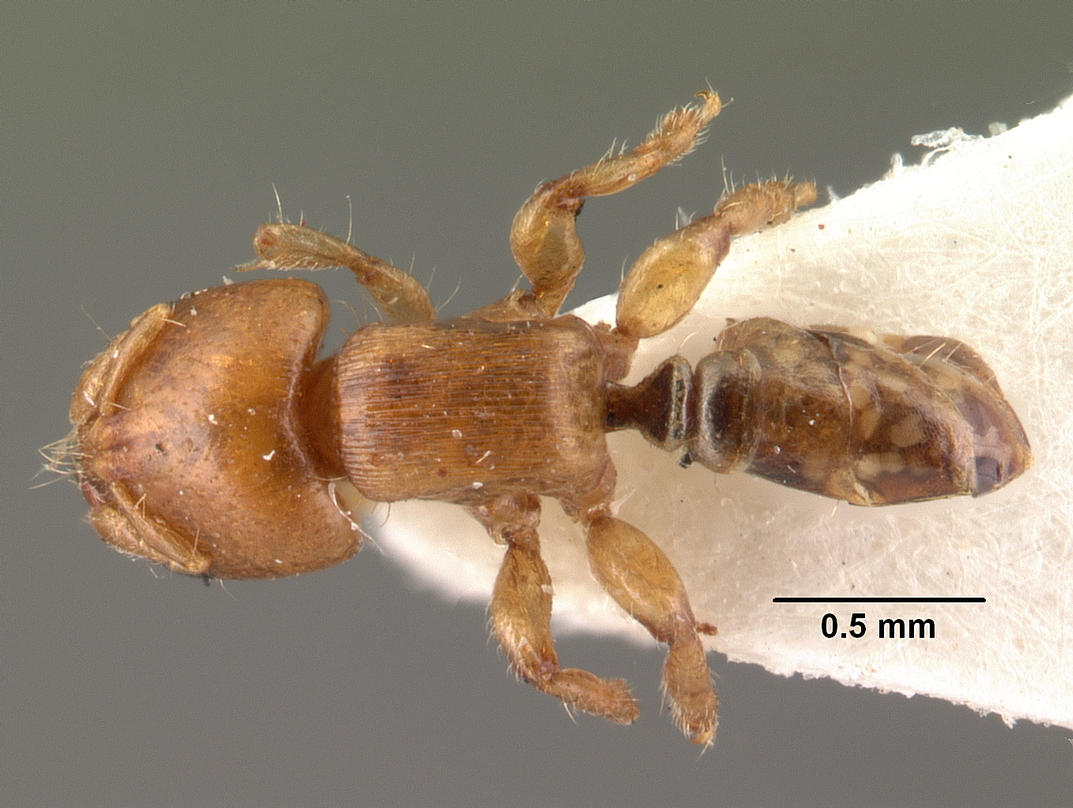
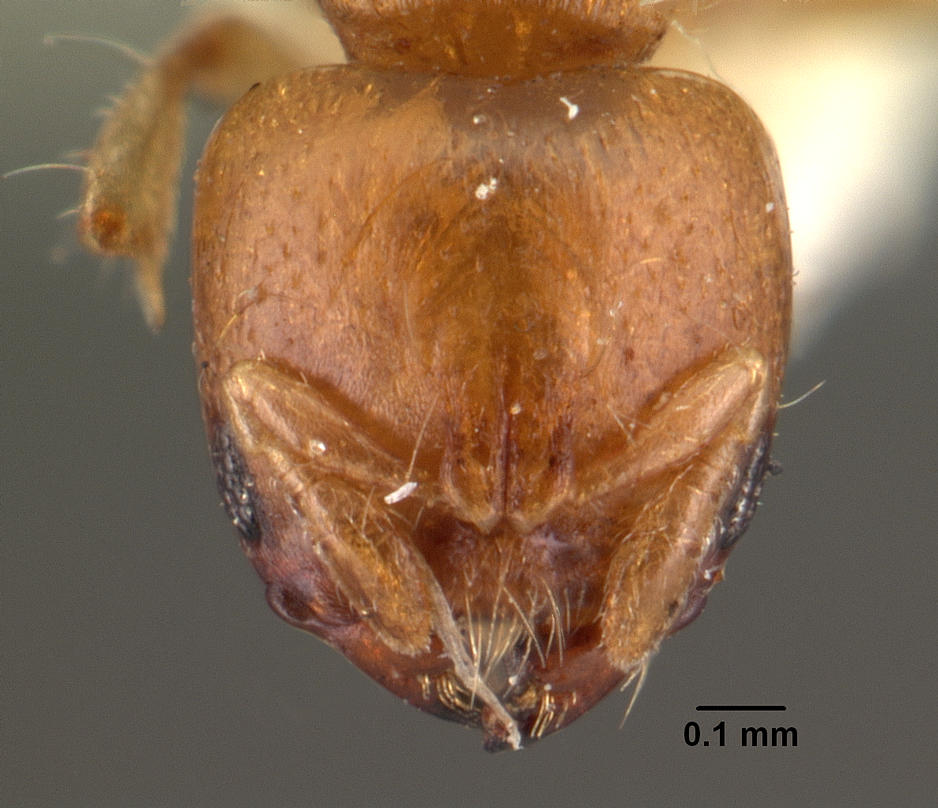
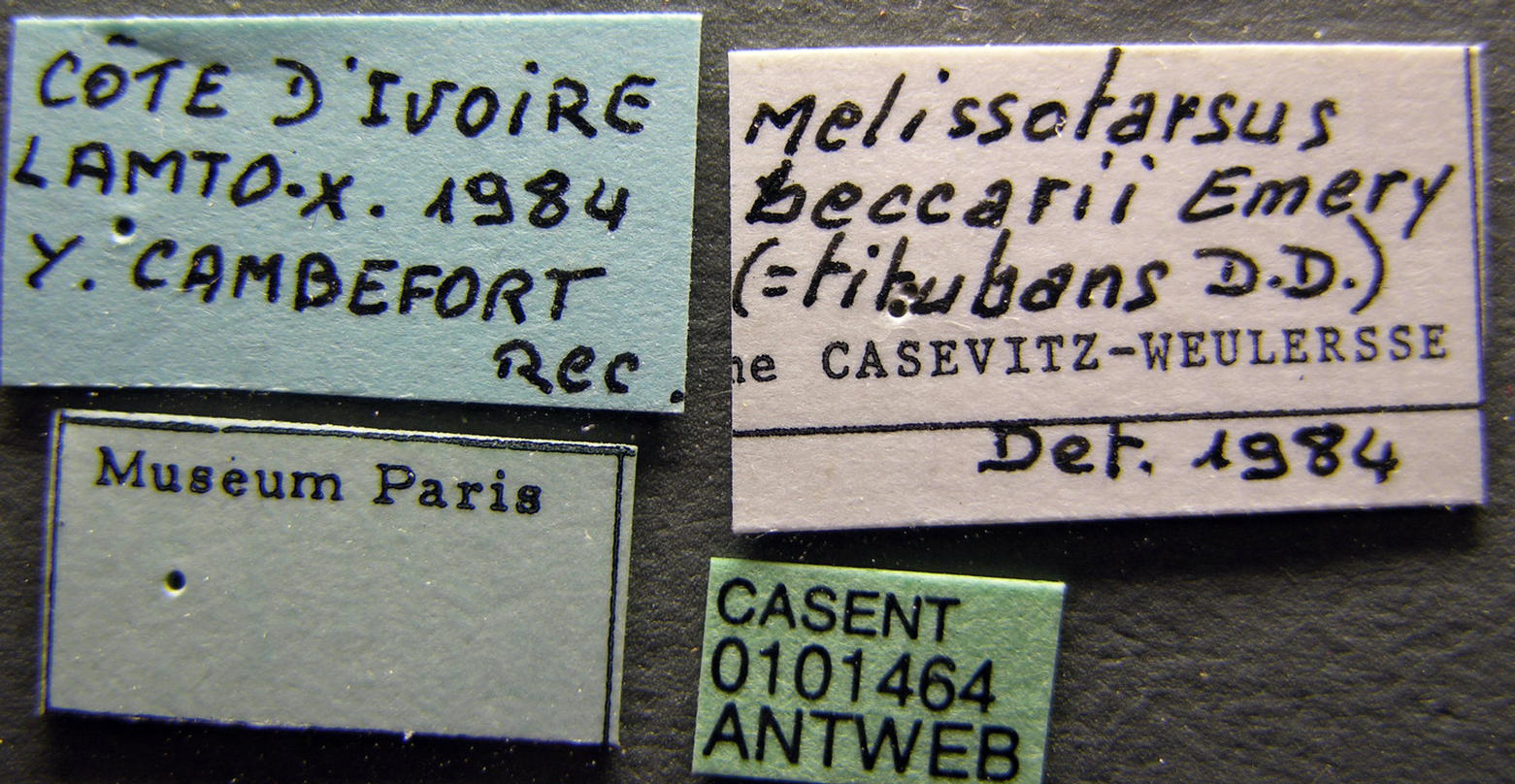
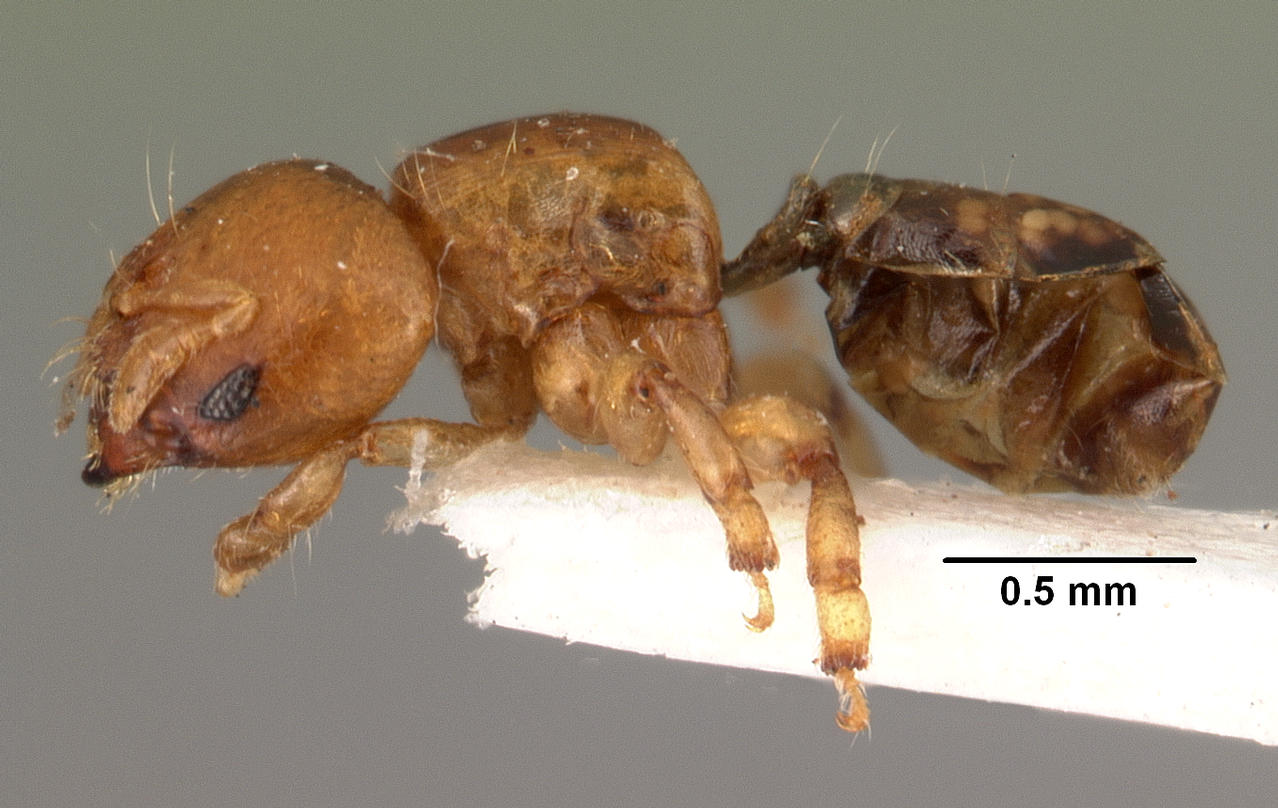
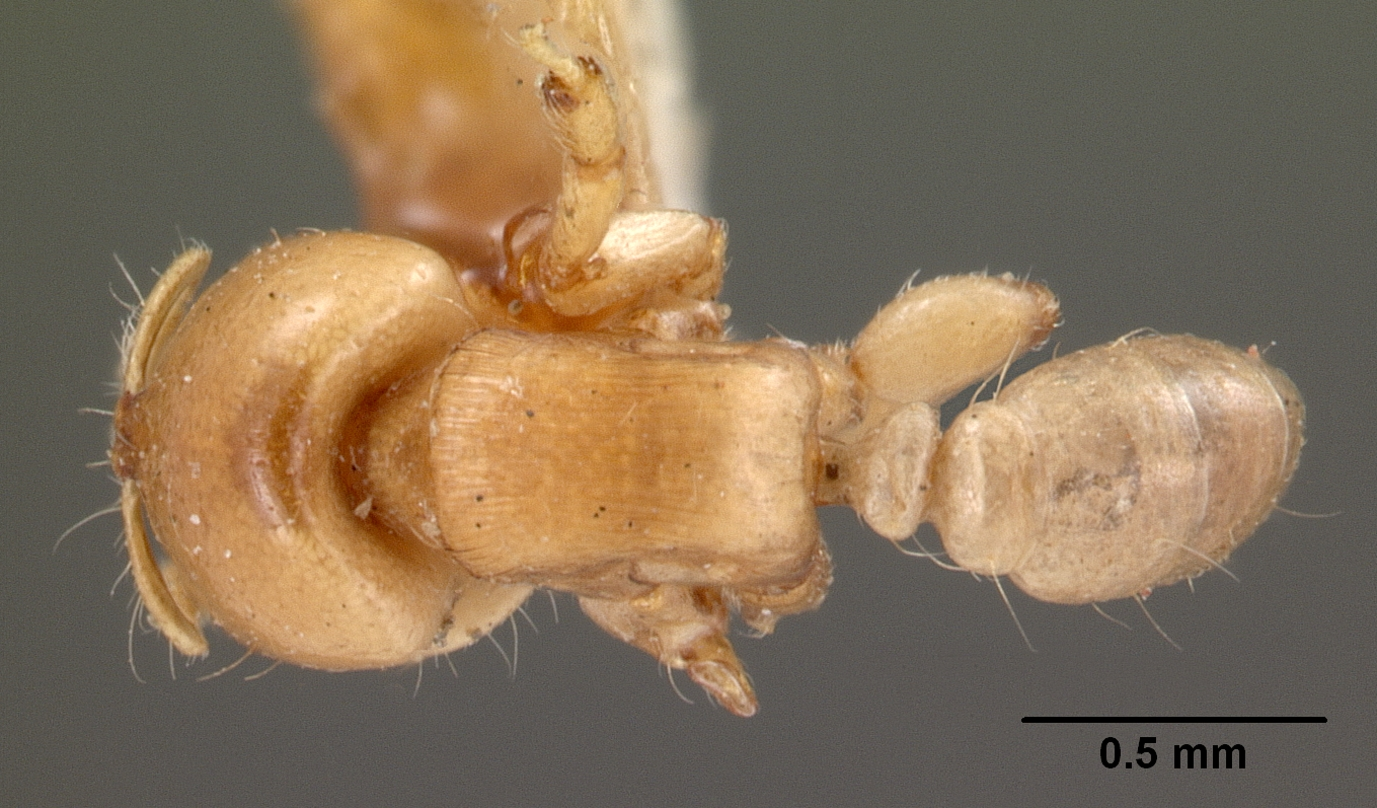
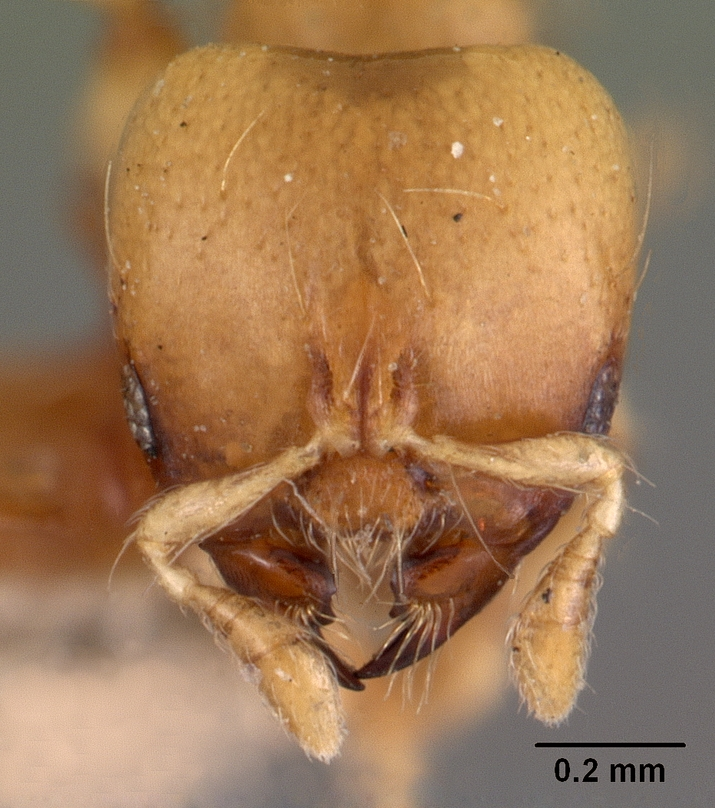